# سارة كارتر
سارة إليزابيث كارتر (بالإنجليزية: Sara Carter)‏ (اسمها قبل الزواج دورتي؛ وأصبحت لاحقا سارة كارتر بايز؛ 21 يوليو 1898 – 8 يناير 1979) هي مغنية وكاتبة أغاني كانتري أمريكية راحلة. اشتهرت بكونها المغنية الرئيسية في معظم تسجيلات فريق عائلة كارتر في العشرينات والثلاثينات.

## الحياة والمسيرة
وُلدت سارة في كوبر كريك، فرجينيا، وهي ابنة ويليام سيفير دورتي ونانسي إليزابيث كيلجور، وتزوجت من أيه بي كارتر في 18 يونيو 1915، لكنهما تطلقا في عام 1936. وأنجبا ثلاثة أطفال: غلاديس وجانيت وجو.
في عام 1927، بدأت تغني مع زوجها في فريق عائلة كارتر التي تعتبر أول مجموعة موسيقية في موسيقى الكانتري. انضمت إليهما ابنة عمها مايبيل كارتر، التي كان متزوجة من شقيق إيه بي، عزرا كارتر. تزوجت سارة لاحقا من كوي بايز، قريب أيه بي، وانتقلت إلى كاليفورنيا في عام 1943، وتم حل المجموعة الأصلية. في أواخر الأربعينيات، بدأت مايبيل بالغناء مع بناتها في باسم «الأخوات كارتر» (تم تغيير اسم الفريق إلى عائلة كارتر خلال الستينيات).
تم وضع سارة كمؤلفة للأغاني في عدد من تسجيلات عائلة كارتر، مثل "Fifty Miles of Elbow Room" و "Keep on the Firing Line”؛ في الحقيقة فقد اكتشفت هذه الأغاني الواقعة ضمن الملكية العامة عندما كانت تغنى في الكنيسة السبتية التي زارتها. سجلتها شركة آر سي أيه كمؤلفة للأغاني، كما فعلت مع أيه بي كارتر في أغاني الملكية العامة التي اكتشفها. نالت هذه الأغاني شهرة وطنية بفضل تسجيلات عائلة كارتر. كما كتبت أو شاركت في كتابة العديد من الأغاني الأخرى.
انضمت سارة إلى مايبيل لفترة وجيزة في الستينات وأصدرتا ألبومين وغنتا معا لفترة وجيزة خلال فترة رواج الموسيقى الشعبية، وظهرتا كضيفتين في حلقة من برنامج الأخوة ويلبورن التلفزيوني. بعد هذه الفترة، تقاعدت سارة في كاليفورنيا.

## الإرث
تم تعيين سارة كارتر كجزء من عائلة كارتر في قاعة مشاهير موسيقى الكانتري في عام 1970، في نفس العام مع بيل مونرو. في عام 1993، ظهرت صورتها على طابع بريد أمريكي يكرم عائلة كارتر. في عام 2001 تم إدخالها في قاعة مشاهير موسيقى البلوغراس الدولية.

## الوفاة

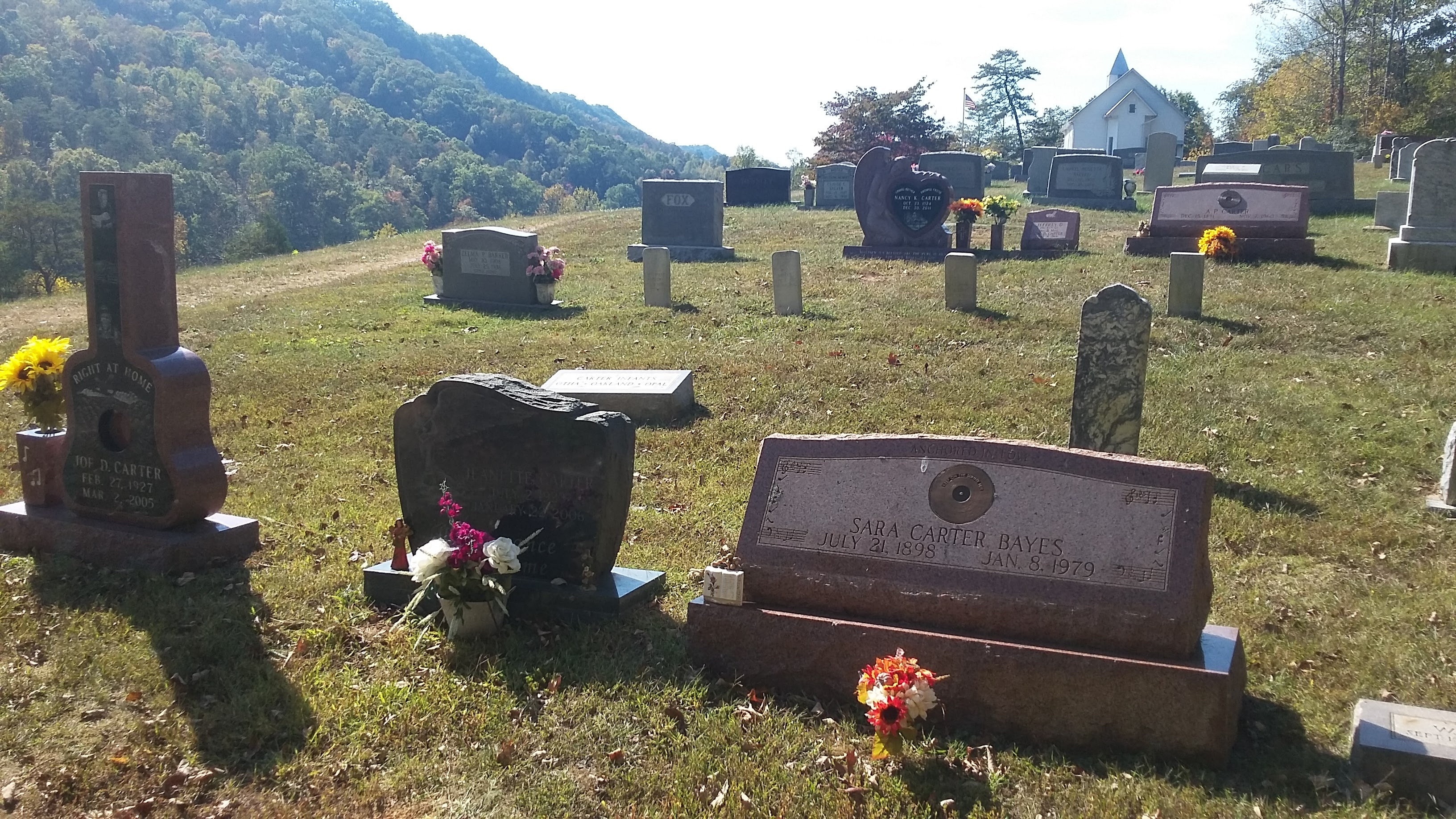
قبر سارة كارتر وأبناؤها في كنيسة ماونت فيرنون الميثودية المتحدة في هيلتون، فيرجينيا

توفيت سارة كارتر في لودي، كاليفورنيا عن عمر يناهز ثمانين عامًا، وتم دفنها في مقبرة كنيسة ماونت فيرنون الميثودية في هيلتونز، فيرجينيا. تم إدراج منزل أيه بي وسارة كارتر، ومنزل طفولة أيه بي كارتر، ومتجر أيه بي كارتر، ومنزل مايبيل وعزرا كارتر في السجل الوطني للأماكن التاريخية في فرجينيا.